# Podarcis sicula
Італійська стінна ящірка або руїнна ящірка (лат. Podarcis sicula, з грецької означає спритний і ноги) — вид ящірок родини Lacertidae. P. sicula є рідним для південної та південно-східної Європи, але також був завезений в інші частини континенту, а також у Північну Америку, де він є можливим інвазивним видом. P. sicula є загальним середовищем існування і може процвітати в природному та зміненому людиною середовищах. Подібним чином, P. sicula також має загальний раціон, що дозволяє йому мати широкий діапазон.
P. sicula відрізняється багатьма підвидами у своєму великому ареалі. Дослідження свідчать про те, як швидко підвид P. sicula можна відрізнити від більших популяцій за умови географічної ізоляції. Дослідження 2008 року детально описує чіткі морфологічні та поведінкові зміни в популяції P. sicula, що свідчить про "швидку еволюцію".
P. sicula — це статево диморфний вид ящірок, фізичний опис якого різний для різних підвидів, але зазвичай має зелену або коричневу спину та білий або зелений живіт. Він також яйцеживородний, тобто самки відкладають своїх дитинчат у яйцях, і вони відкладають 3 або 4 кладки на рік.